# Livvakt
För andra betydelser, se Livvakten och Livvakterna.

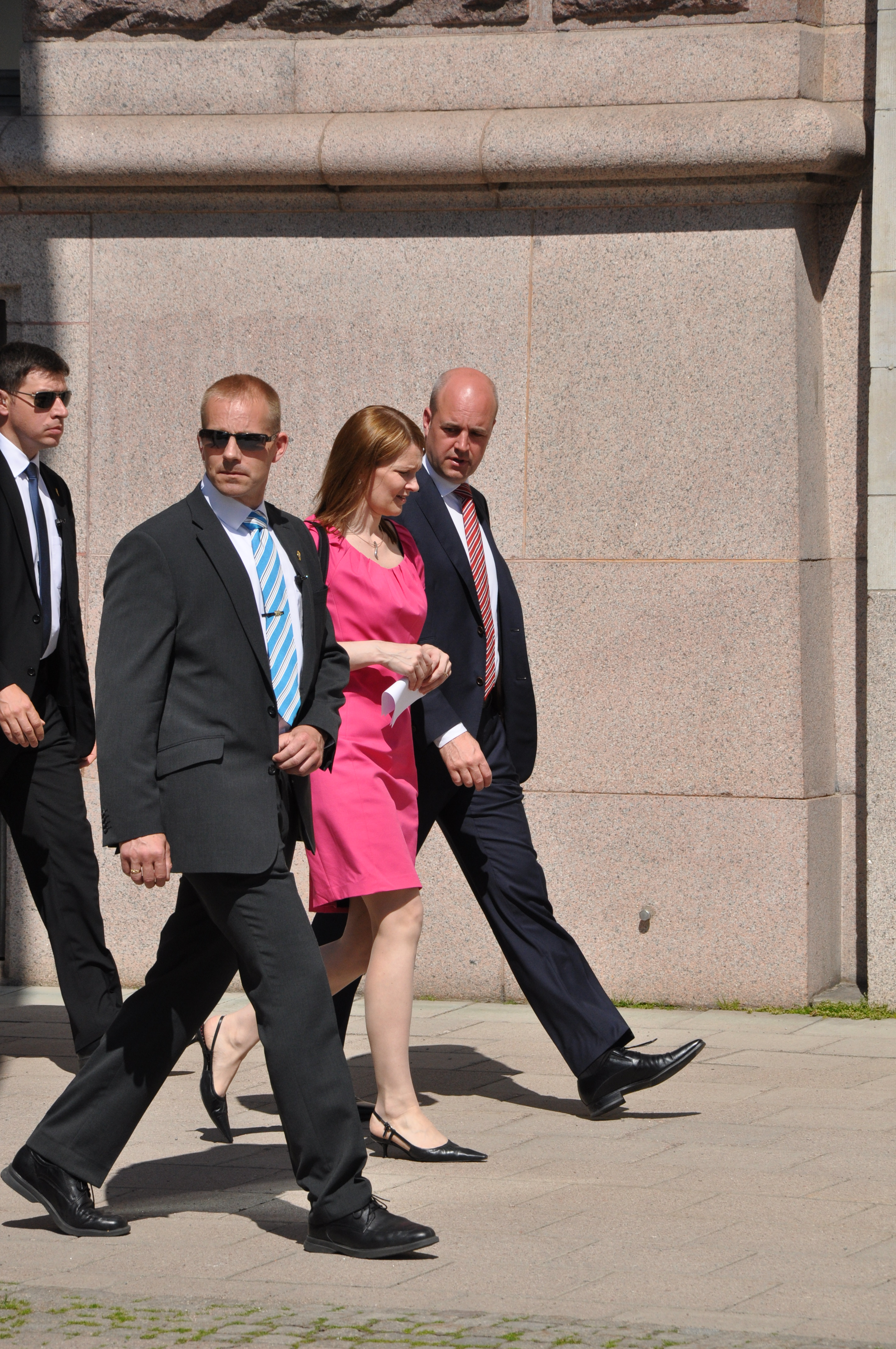
Sveriges och Finlands dåvarande statsministrar Fredrik Reinfeldt och Mari Kiviniemi tillsammans med livvakter i Stockholm.

Livvakt är en civil eller militär bevakningsstyrka för högre befattningshavare. Det kan också syfta på en enskild medlem av denna styrka.
De viktigaste offentliga personerna, som statschefer, regeringschefer och guvernörer skyddas av flera livvakter.
Ett antal högt profilerade kändisar och verkställande direktörer använder också livvakter.

## Historia
I historien har livvaktsstyrkor ofta spelat en viktig politisk roll i att tillsätta eller avsätta en härskare, eller genom att döda den de satts att bevaka. Pretoriangardet, eller cohors praetoria var de romerska fältherrarnas livvakt. De lade sig ofta i den romerska politiken. Under medeltid och förmedeltid förekom i nordisk och germansk historia och folklore bärsärkar som agerade elittrupper och livvakter vid olika hov. I en gammal nordisk dikt omnämns bärsärkare som Harald Hårfagers hushållstrupper.

## Livvaktsorganisationer

### Sverige
I Sverige får cirka 400 befattningshavare som ingår i centrala statsledningen, bland andra kungen och statsministern, skydd av Säpos enhet för personskydd. Enheten har en livvaktsstyrka på cirka 130 personer.

### USA
USA:s president och vicepresidenten och deras familj skyddas av United States Secret Service.

## Jobbkrav
Livvakter arbetar ofta långa skift för att ge 24-timmarsskydd och skift inkluderar ofta kvällar, helger och helgdagar. Eftersom livvakter följer sina klienter under deras dagliga aktiviteter kan arbetsplatserna sträcka sig från kontorsmöten inomhus eller sociala evenemang till utomhusmöten eller konserter. Livvakter måste ofta resa med bil, motorcykel, tåg och flygplan för att eskortera sin klient. 
Livvakter har ofta en bakgrund inom militären, polisen eller säkerhetstjänsten, även om detta inte krävs. Undantaget från detta är fallet med livvakter som skyddar statschefer.
Livvakter måste vara fysiskt vältränade, med god syn och hörsel. För att vara en livvakt som skyddar en statschef måste en livvakt genomgå omfattande bakgrunds- och lojalitetskontroller.
Livvakter måste vara uppmärksamma och behålla sitt fokus på sitt jobb, trots distraktioner som trötthet. Livvakter måste kunna känna igen potentiellt farliga situationer och vara lugna under press.

## Kända mord utförda av livvakter
- Pretoriangardet mördade ett antal romerska kejsare
- Mordet på Indira Gandhi
- Mordet på Park Chung-hee, president i Sydkorea